# Jaan Rääts
Jaan Rääts (ur. 15 października 1932 w Tartu, zm. 25 grudnia 2020) – estoński kompozytor i pedagog.

## Życiorys
Uczęszczał do klasy fortepianu w szkole muzycznej w Tartu, a następnie studiował kompozycję w Państwowym Konserwatorium w Tallinnie, gdzie jego wykładowcami byli m.in. Mart Saar i Heino Eller. Studia ukończył w 1957 roku.
W latach 1955–1966 pracował w Estońskim Radiu jako inżynier dźwięku, a następnie (1966–1970) jako redaktor programów muzycznych. Od 1970 do 1974 pracował jako kierownik muzyczny w Eesti Televisioon. 
Od 1957 roku należał do Estońskiego Związku Kompozytorów (Eesti Heliloojate Liit), w latach 1974-1993 był jego prezesem. Był wykładowcą w Państwowym Konserwatorium w Tallinnie w latach 1968–1970 oraz 1974–2003, wśród jego studentów byli Raimo Kangro, Erkki-Sven Tüür, Rauno Remme, Tõnu Kõrvits, Tõnis Kaumann oraz Timo Steiner. 
Odznaczony Orderem Przyjaźni Narodów i Orderem Gwiazdy Białej III klasy.
Tworzył m.in. koncerty skrzypcowe i fortepianowe oraz utwory orkiestrowe. Komponował także muzykę filmową. 

## Kompozycje

### Utwory orkiestrowe
- Symfonia Nr. 1 op. 3 (1957)
- Symfonia Nr. 2 op. 8 (1959, rev. 1987 als op. 79)
- Symfonia Nr. 3 op. 10 (1959)
- Symfonia Nr. 4 op. 13 "Kosmische" (1959)
- Symfonia  Nr. 5 op. 28 (1966)
- Symfonia Nr. 6 op. 31 (1967)
- Symfonia Nr. 7 op. 47 (1973)
- Symfonia  Nr. 8 op. 74 (1985)
- Koncert na Orkiestrę Kameralną Nr. 1 op. 16 (1961)
- Koncert na Orkiestrę Kameralną Nr. 2 op. 78 (1987)
- Viis eskiisi reekviemile op. 100 (1996/97)

### Utwory fortepianowe
- Sonata No. 1, Op. 11 No. 1 (1959)
- Sonata No. 2, Op. 11 No. 2 (1959)
- Sonata No. 3, Op. 11 No. 3 (1959)
- Sonata No. 4, Op. 36 (1969)
- Sonata No. 5, Op. 55
- Sonata No. 6, Op. 57
- Sonata No. 7, Op. 61
- Sonata No. 8, Op. 64
- Sonata No. 9, Op. 76 (1985, rev. 2014)
- Sonata No. 10, Op. 114 (2000, rev. 2014)

### Muzyka filmowa
- Ohtlikud mängud (1974)
- Aeg elada, aeg armastada (1976)
- Väike reekviem suupillile (1972)
- Tuulevaikus (1971)
- Gladiaator (1969)
- Viini postmark (1967)
- Tütarlaps mustas (1966)
- Null kolm (1965)
- Supernoova (1965)
- Roosa kübar (1963)